# Coniopteryx canariensis
Coniopteryx canariensis là một loài côn trùng trong họ Coniopterygidae thuộc bộ Neuroptera. Loài này được Monserrat miêu tả năm 2002.